# Mölcherbach
Der Mölcherbach ist ein etwa 6,5 km langer, nördlicher (orographisch linker) Nebenfluss der Eder, im Osten des Landkreises Waldeck-Frankenberg.

## Verlauf
Der Bach entspringt nördlich von Königshagen, im Alten Wald (Naturraum 340.14), einem Teil des Naturraums Waldecker Wald (340.1), nordwestlich des 432 m hohen Netzer Bergs, in einem kleinen Waldtal zwischen dem Sandköppel im Westen und dem Mäuse-Berg im Osten, auf etwa 370 m ü. NHN. Er fließt zunächst etwa 1,3 km nach Süden, dann 600 m nach Südosten, biegt nach Südwesten um und fließt auf etwa 300 m Länge östlich am Ortsrand von Königshagen vorbei. 
Danach verläuft er wieder etwa 500 m nach Südsüdosten, nimmt einen von Nordosten zwischen dem Königsberg und dem Mühlenberg herbeikommenden kleinen Bach auf, biegt erneut um nach Südsüdwesten und fließt dann in gemächlich mäandrierenden Kurven etwa 3 km nach Südsüdwesten bzw. Süden, immer westlich an einem Waldrand entlang. Dabei umfließt er, in großer Linkskurve erst nach Süden und dann nach Osten biegend, den Westfuß des 318 m Hohebergs. An dessen Südhang passiert der Bach die ehemalige Grundmühle (244 m) und biegt dann wieder nach Süden um. Etwa 700 m südlich der Grundmühle passiert der Bach die ehemalige Hepemühle (220 m), wo ein etwa 400 m weiter nördlich beginnender Mühlgraben wieder in den Bach einmündet. 
Schließlich biegt der Mölcherbach nach weiteren 400 m östlich von Bergheim nach Südwesten um und mündet nach weiteren etwa 800 m in der Wegaer Ederaue (Naturraum 341.51), einem Teil der Wildunger Senke (341.5), unmittelbar südlich von Bergheim nach Unterqueren der Landesstraße 3383 (Wellener Straße) auf etwa 185 m ü. NHN in die Eder.